# Karl Friedrich Reinhard

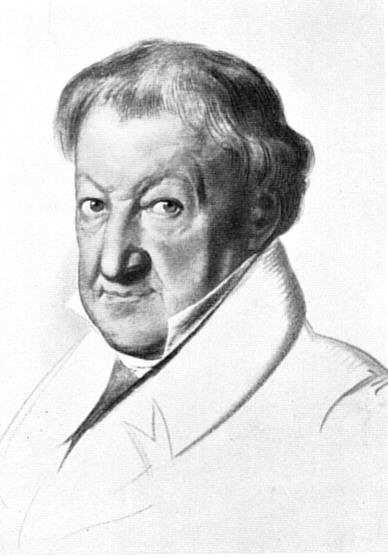
Karl Friedrich Reinhard

Karl Friedrich Reinhard, französisch Charles Frédéric, comte Reinhard, (* 2. Oktober 1761 in Schorndorf, Württemberg; † 25. Dezember 1837 in Paris) war ein französischer Diplomat, Staatsmann und Schriftsteller deutscher Herkunft. Talleyrand nannte ihn „Das Geschenk Tübingens an Frankreich“.

## Leben

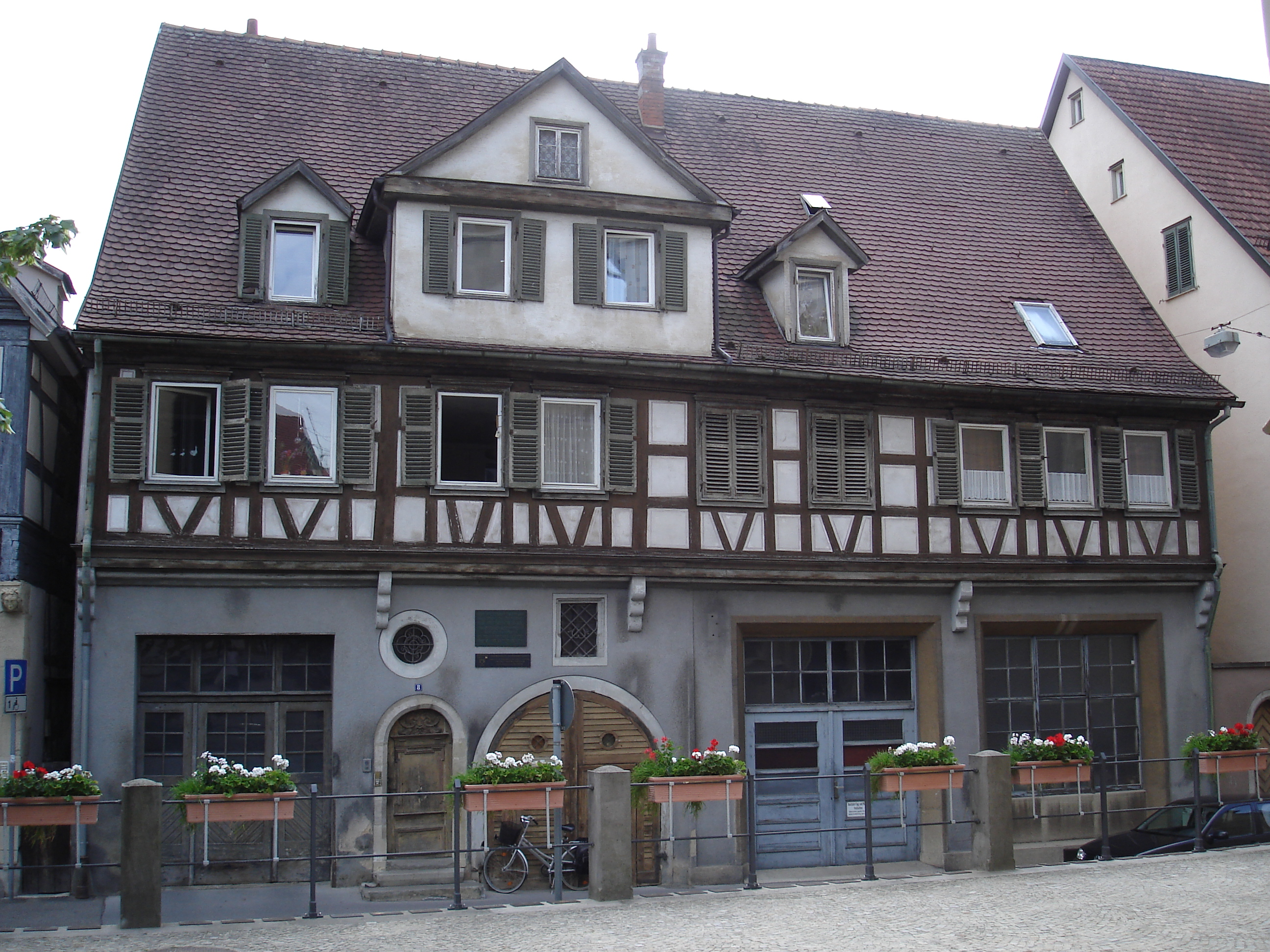
Reinhards Geburtshaus in Schorndorf

Reinhard war ein Sohn des Pfarrers Georg Christoph Reinhard (1732–1800) und der Schorndorfer Dekanstochter Katharina Benedikte Hiemer (1742–1786), Enkelin von Eberhard Friedrich Hiemer. Reinhard besuchte die Lateinschule in Schorndorf, von 1774 bis 1778 die Evangelischen Klosterschulen in Denkendorf und Maulbronn und studierte anschließend in Tübingen Theologie und Philologie. Er wurde 1787 Erzieher in einem Handelshaus in Bordeaux, erhielt 1791 in Paris durch Sieyès eine Sekretärstelle im Außenministerium und ging 1792 als erster Gesandtschaftssekretär nach London und 1793 nach Neapel.
Unter der Schreckensherrschaft bekleidete er die Stelle eines Divisionschefs im Außenministerium, wurde 1795 französischer Gesandter bei den Hansestädten, 1798 in Florenz. 1799 war er einige Monate Minister des Auswärtigen, dann Gesandter in der Schweiz, 1801 in Mailand, 1802 wieder in Hamburg und endlich 1805 französischer Generalkonsul und Resident in Jassy, wo er beim Einmarsch der Russen 1806 mit seiner Familie verhaftet, auf Befehl Zar Alexanders aber wieder freigegeben wurde. 1809 wurde er zum auswärtigen Mitglied der Göttinger Akademie der Wissenschaften gewählt. Seit 1795 war er Mitglied der Académie des Inscriptions et Belles-Lettres.
Nach Frankreich zurückgekehrt, lebte er auf seinem Gut Falkenlust am Rhein, bis ihn Napoleon I. 1808 zum Gesandten am westfälischen Hof zu Kassel ernannte. Nach der ersten Restauration wurde er Kanzleidirektor im Ministerium des Auswärtigen und Staatsrat, von Ludwig XVIII. 1815 zum Grafen ernannt und nach der zweiten Restauration Gesandter beim Bundestag des Deutschen Bundes in Frankfurt am Main. 1829 wurde er in den Ruhestand versetzt, doch war er nach der Julirevolution bis 1832 wieder Gesandter am sächsischen Hof in Dresden. Er wurde 1832 zum Pair ernannt und als Franzose naturalisiert.
Er starb am 25. Dezember 1837 in Paris und wurde auf dem Friedhof Montmartre beigesetzt. Sein „Briefwechsel mit Goethe“ erschien 1850 in Stuttgart.
Reinhard war seit 1796 mit Christine Reimarus, Tochter von Sophie Reimarus, verheiratet (der Ehe entstammten drei Kinder), danach seit 1825 mit Virginie von Wimpffen (1801–1886).